# Monte Maggiorasca
Der Monte Maggiorasca ist der höchste Berg im Ligurischen Apennin und liegt zwischen der Metropolitanstadt Genua und der Provinz Parma in den beiden Regionen Ligurien und Emilia-Romagna. Er dominiert das Val d’Aveto (siehe auch Naturpark Aveto) mit der Gemeinde Santo Stefano d’Aveto, das Val Nure mit der Gemeinde Ferriere und das Valle del Ceno mit der Gemeinde Bedonia.
Auf einer Ebene (1799 Meter), in der Nähe des Gipfels, befindet sich die Statue der Madonna di Guadalupe, die im Jahre 1947 dort errichtet wurde. Auf dem Gipfel des Maggiorasca, in 1804 Meter Höhe, steht ein Fernsehsendemast.

## Flora

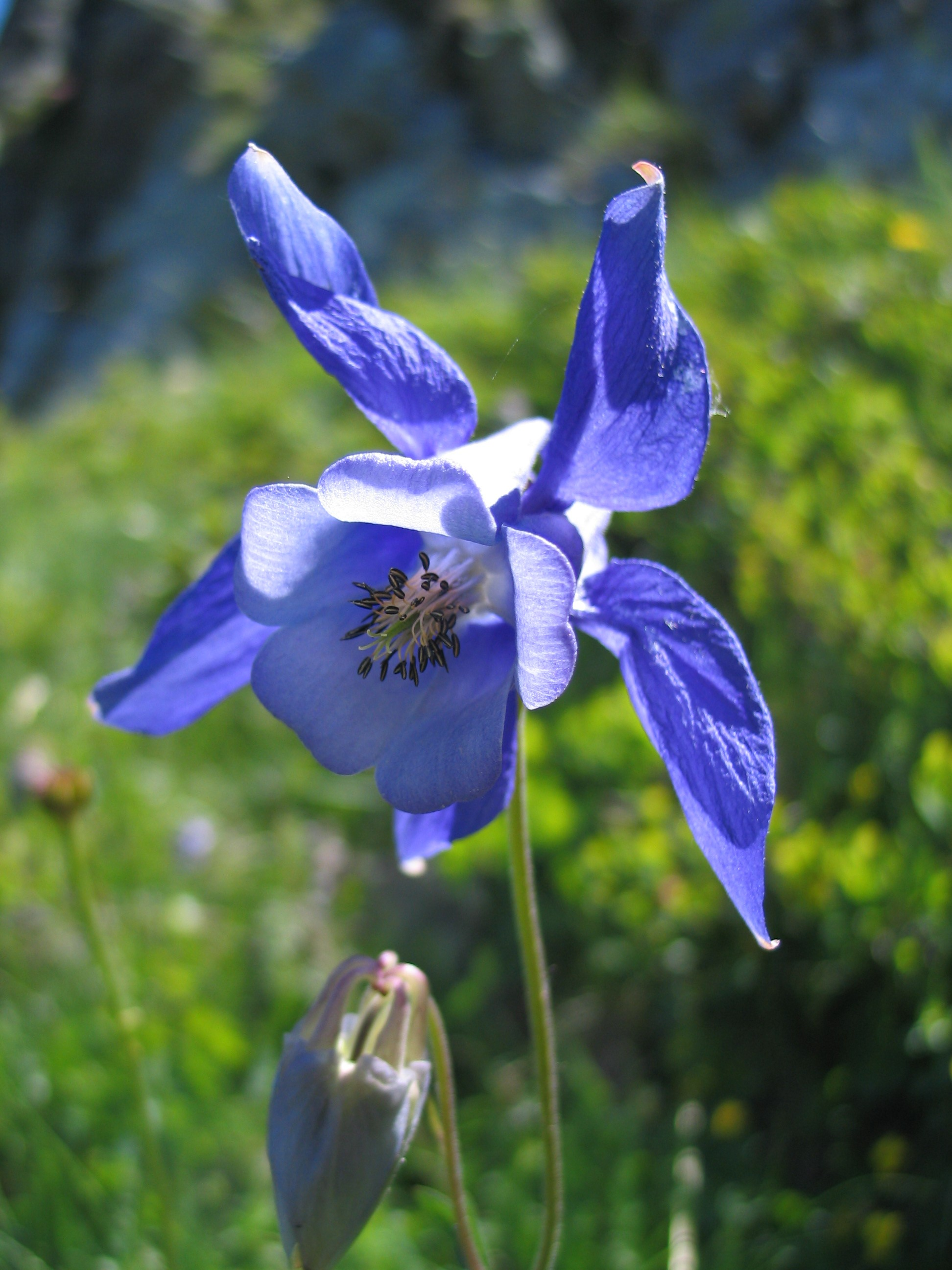
Eine Alpen-Akelei (Aquilegia alpina)

Die Flora des Bergmassivs ist durch seine alpine Vegetation, mit einigen endemisch auftretenden Spezies, von besonderem Interesse.
Der Monte Maggiorasca ist der einzige Berg des Ligurischen Apennins, wo das Wechselblättrige Milzkraut (Chrysosplenium alternifolium, ein in Italien seltenes Steinbrechgewächs) wächst. Andere botanische Besonderheiten sind die Aquilegia alpina (eine subendemische Art der westlichen Alpen) und die Primula marginata, die vereinzelt auf Basaltgesteinen wächst.
Auf den Hängen in größerer Höhe sind Pflanzen der seltenen Spezies Aquilegia bertolonii (endemisches Vorkommen in den Ligurischen Alpen und in der Provence und in Apulien), Soldanella alpina, Pulsatilla alpina und Draba aizoides zu finden. Letztere drei sind in den Alpen relativ häufig anzutreffen, im Apennin jedoch sehr selten. Letztendlich finden die Armeria marginata und die Arenaria bertolonii am Monte Maggiorasca ihre nordwestliche Ausbreitungsgrenze.
Zu den wichtigsten Baumarten zählt der Pinus mugo subsp. rostrata (eine Subspezies der Bergkiefer), der einst die Hänge des Bergmassivs dominierte und heute nur noch in isolierten Gruppen in der Nähe des Passo del Tomarlo und des Lago Nero vorkommen. Ebenfalls im nördlichen Bereich des Maggiorasca befinden sich einige Baumgruppen der Weißtanne (Abies alba).

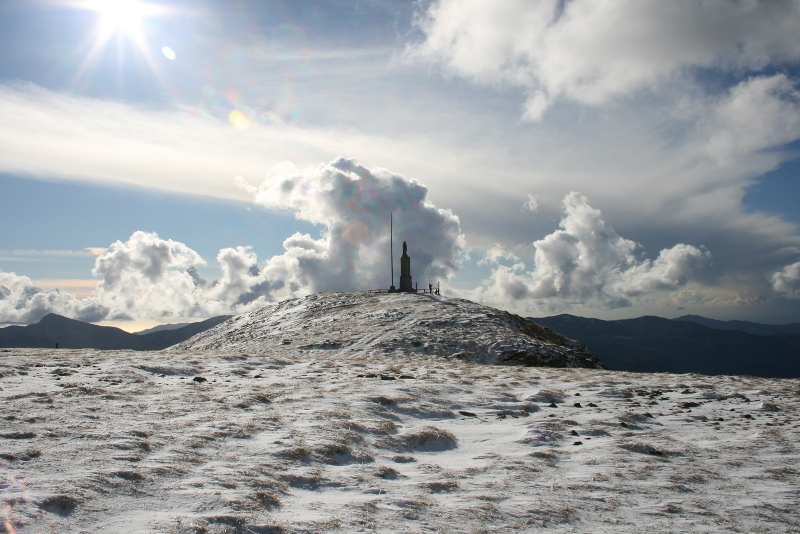
Madonna di Guadalupe (Dezember 2006)